# Райдзин
Райдзин (яп. 雷神) — бог грома в буддийской, а затем и в синтоистской религии в Японии.
Другими обозначениями Райдзина являются: Каминари-сама (雷様); Райдэн-сама (雷電樣), Наруками (鳴神, «Громобог»), Райко (яп. 雷公 Райко:, «Хозяин грома»). Оба первых «имени» — Каминари-сама и Райдэн-сама — представляют собой непосредственную персонификацию сил природы — грома и бури. Так, на японском языке каминари означает «гром», а райдэн — «гром и молния». Добавление -сама является суффиксом, выражающим уважительное и вежливое обращение к кому-либо. 

## Происхождение

### Синтоизм
В связи с тем, что синтоизм не имеет точной организации и строго детерминированной системы, отсутствует точная чёткая родословная большинства божеств, возможно несколько преданий о рождении одного и того же бога.
Как и множество других ками в японской мифологии, Райдзин является прямым потомком Идзанаги-но Микото и Идзанами-но Микото, двух богов, спустившихся с небес, чтобы создать острова Японии. Его братьями и сёстрами являются такие важные японские божества, как Аматэрасу и Сусаноо. А рождение его брата Кагуцути и привело к смерти матери, Идзанами. Согласно приданию, Райдзин появился из мёртвого тела Идзанами, когда та уже прибывала в стране мрака Ёми. Позднее он упоминается в эпизоде побега Идзанаги от своей жены из мира мёртвых. Считается, что Райдзин был одним из нескольких ками, которых Идзанами отправила в погоню за спасавшимся Идзанаги.

### Буддизм
Согласно буддийской легенде, пришедшей из Китая, первоначально бог грома Райдзин, как и его вечный соперник Фудзин, был злым демоном, противостоявшим Будде. Тогда Будда приказал захватить этих двух демонов. После тяжёлой битвы с 33 собраниями богов Райдзин вместе с Фудзином были пленены. С тех пор они стали служителями Неба.
В буддизме существует 28 божеств, защищающих Сэндзю Каннон (Каннон с тысячью рук). Их имена встречаются в эпоху Тан в китайских переводах текстов, посвящённых Каннон. В Японии же список этих 28 божеств строго не детерминирован и может варьироваться в зависимости от храма и его школы. Спустя годы боги Райдзин и Фудзин также были причислены к списку этих божеств-защитников. Эти 28 связаны с 28 лунными станциями — календарным чтением звёздного неба.
Другая легенда повествует о воине по имени Тиисакобэ-но Сугару, жившем во времена древнего императора Юряку (трад. 457—479 гг.). Согласно собранию древних легенд о духах и чудесах «Нихон рёики» император разгневался на бога грома и приказал Тиисакобэ доставить ками во дворец. С красной повязкой в волосах (в знак почтения к богу грома) и с красным знаменем императорского вестника Тиисакабэ отправился на гору близ залива Тоё-ура, пригласил бога в паланкин и привёз во дворец. Когда дверцу открыли, блеснул столь нестерпимый свет, что император Юряку поспешно скрылся во внутренних покоях. Японские этнографы считают, что в этой легенде нашёл отражение тот факт, что род Сугару с доисторических времён занимался поклонением богу грома и обеспечивал посредничество между ним и населением.
Райдзин предположительно основан на индуистском и китайском божествах Варуна и Лэйгун.

## Райкири
С Райдзином связывают также и историю про японского военачальника XVI века Досэцу Татибана, владевшим мечом под названием «Тидори» (яп. 千鳥, «Тысяча птиц»,«кулик»). Однажды, будучи ещё совсем юным, он спрятался под деревом во время дождя. Вдруг в молодого человека ударила молния. Досэцу быстро среагировал и разрубил молнию, а вместе с ней и бога, который находился в тот момент в её разряде. Это спасло военачальнику жизнь, и он стал называть свой меч «Райкири» (яп. 雷切, «Режущий молнию»).

## Внешний вид
Райдзин, как правило, изображается как мускулистый демон с красной кожей, рогами (иногда вместо них могут быть просто растрёпанные волосы), обезьяньей пастью и когтистыми ногами и руками. На многих изображениях у Райдзина всего по три пальца на каждой руке. Эти три пальца олицетворяют собой прошлое, настоящее и будущее соответственно. Райдзин окружён кольцом барабанов, в которые он бьёт, тем самым создавая грохот грома. На самих барабанах часто изображён знак томоэ. Конечно, он похож на своего брата Фудзина, но их легко отличить друг от друга, так как Фудзин всегда носит с собой мешок с ветрами.
Самое раннее изображение Райдзина в Японии встречается в иллюстрации «Сутры о причинах и следствиях прошлого и настоящего» (Sutra of Past and Present Cause and Effect яп. 因果経, VIII век), в которой боги ветра и грома включены в число демонов, пытающихся напугать исторического Будду Гаутаму.
Эти два божества также появляются в нескольких мандалах периода Хэйан, таких как «Мандала сутры золотого сияния победительнейших царей» «Konkoumyou Saishooukyou Mandara» ( яп. 金光明最勝王経曼荼羅 XII век).
В буддийском храме Сандзюсангэн-до школы Тэндай в районе Хигасияма города Киото в Японии  можно увидеть множество статуй. Главным божеством храма является Авалокитешвара, или тысячерукая Каннон. Перед 1000 статуй Каннон стоят 28 статуй божеств-хранителей. Есть среди них также и две знаменитые статуи Фудзина и Райдзина. Статуи сделаны из японского кипариса, покрытого сусальным золотом. Эти 28 статуй не являются отдельными объектами поклонения, но тем не менее они часто появляются в произведениях изобразительного искусства.
Райдзин является героем многих легенд и народных сказок Японии, его изображение или упоминание о нем появляются в различных иллюстрированных свитках (эмакимоно) к повестями, буддийскими сутрами, романам. Например, согласно Китано Тэндзин-энги (яп. 北天天神縁起 «легенды о святилище Китано»), мстительный дух Сугавары-но Митидзанэ. Этот сюжет часто встречается в различных версиях свитков.
В период Эдо было создано одно из самых известных изображений богов грома и ветра. На складной ширме бёбу художник Таварая Сотацу написал одно из своих самых узнаваемых произведений «Фудзин-Райдзин-дзу» (яп. 風神雷神図, «Изображение бога ветра и бога грома»). Позднее была сделана репродукция этой ширмы уже художником Огатой Корином.
В некоторых частях Японии Райдзин известен как Райдэн и представлен как человек в соломенном плаще и соломенной шляпе.

## Влияние
Райдзин — один из самых важных богов в японской системе верований. Вместе со своим братом Фудзином Райдзин в значительной степени отвечает за природные катаклизмы, которым извечно подвергается японский архипелаг. Тем не менее, он глубоко почитаем японцами. Основываясь на старом поверье, что молния удобряет посевы, бог грома также является богом сельского хозяйства, которому молятся фермеры в надежде на хороший урожай.
Когда монголы при хане Хубилае пытались вторгнуться в Японию в 1274 и 1281 годах, они оба раза были отброшены тайфунами. Монголы больше никогда не пытались вторгнуться в Японию. Эти чудом пришедшие в нужное время шторма считаются делом рук как раз-таки Райдзина и Фудзина.
В Японии также существует поверье о том, что Райдзин питается пупками. Матери предупреждают своих детей, чтобы они прикрывали свои животы во время бурь, иначе Райдзин может украсть и съесть их пупки.
Райдзин и Фудзин являются защитниками храмов и других святых мест, поэтому их статуи часто размещаются у ворот таких зданий.